# Муравьевидки
Муравьевидки (лат. Sepsidae) — семейство насекомых из подотряда короткоусых двукрылых.

## Описание
Небольшие мухи (2—6 мм) характерного облика, похожие на муравьёв. Тело тёмной окраски, иногда с металлическим блеском, Брюшко сужено в основании. Крылья обычно с тёмным пятном у вершины. От мух других семейств двукрылых муравьевидки отличаются присутствием одной или нескольких щетинок на груди около нижнего края заднего дыхальца

## Биология
Мухи обитают в траве, иногда попадаются на цветках. При откладывании яиц на субстрат мухи характерно вибрируют крыльями. Наиболее обычны Sepsis punctum Fabricius, Sepsis cynipsea Linnaeus и Sepsis violacea Meigen. Самки большинства видов откладывают одиночные яйца, реже 2-3 яйца. Исключение составляет вид Saltella sphondylii Schranck, самки которого откладывают несколько яиц в одно место. 
Срок эмбрионального развития составляет от 18 до 24 часов. Яйца муравьевидок имеют респираторную нить, необходую для дыхания. Её длина часто превышает размер самого яйца. Отложенное яйцо обычно находится внутри субстрата, а его нить на поверхности. Личинки развиваются в экскрементах животных и человека, на других разлагающихся субстратах: трупах, водорослях по берегам морей, в гниющих грибах. Многие виды ведут синантропный образ жизни. Личинки Themira lucida Staeger развиваются в гнёздах общественных перепончатокрылых. Личинки развиваются внутри субстрата, выставив для дыхания на его поверхность, как правило, задние дыхальца. 
Личинки способны передвигаться одинаково хорошо как вперёд, так и назад. Для окукливания личинка должна достичь определённого размера или веса. Окукливание происходит в почве под или около субстрата. Если этого не происходит, личинка погибает. Личинки перед окукливанием имеют беловато-жёлтый цвет и не питаются. 
Муравьевидки зимуют преимущественно на стадии пупария и имаго.

## Распространение
Распространены всесветно. наибольшее видовое разнообразие — в Афротропической области. Ряд видов — космополиты, вероятно, развезены человеком. В Палеарктике — более 60 видов, в фауне России — 57 видов. Ископаемые известны из третичных отложений (эоцен/олигоцен), описаны 5 видов из 3 родов, в том числе из 2 рецентных родов.

## Систематика
В мировой фауне известно около 345 видов из 38 родов.
- Adriapontia — Afrosepsis — ?Allosepsis — Archisepsis — Australosepsis — Brachythoracosepsis — Decachaetophora — Dicranosepsis — Idiosepsis — Lasionemopoda — Leptomerosepsis — Meropliosepsis — Meroplius — Microsepsis — Mucha — Nemopoda — Ortalischema — Orygma — Palaeosepsioides — Palaeosepsis — Parapalaeosepsis — Paratoxopoda — Perochaeta — Pseudopalaeosepsis — Saltella — Sepsis — Susanomira — Themira — Toxopoda — Xenosepsis — Zuskamira

### Список видов муравьевидок России
В России встречается 57 видов из 11 родов
- Род Decachaetophora Duda, 1926
  - Decachaetophora aeneipes (de Meijere, 1863)
- Род Meroplius Rondani, 1874
  - Meroplius minutus (Wiedemann, 1830)
  - Meroplius vittatus Ozerov, 1985
- Род Nemopoda  Robineau-Desvoidy, 1830
  - Nemopoda mamaevi Ozerov, 1997
  - Nemopoda nitidula (Fallén, 1820)
  - Nemopoda pectinulata Loew, 1873
- Род Ortalischema Frey, 1925
  - Ortalischema albitarse (Zetterstedt, 1847)
  - Ortalischema maritimum Ozerov, 1985
- Род Orygma Meigen, 1830
  - Orygma luctuosum Meigen, 1830
- Род Pseudonemopoda Duda, 1926
  - Pseudonemopoda speiseri Duda, 1926
- Род Saltella Robineau-Desvoidy, 1830
  - Saltella nigripes Robineau-Desvoidy, 1830
  - Saltella orientalis (Hendel, 1934)
  - Saltella sphondylii (Schrank, 1803)
- Род Sepsis Fallén, 1810
  - Sepsis indica Wiedemann, 1824
  - Sepsis duplicata Haliday, 1838
  - Sepsis gracilenta Ozerov, 1986
  - Sepsis kaszabi Soós, 1972
  - Sepsis alanica Ozerov, 1999
  - Sepsis barbata Becker, 1907
  - Sepsis bicornuta Ozerov, 1985
  - Sepsis biflexuosa Strobl, 1893
  - Sepsis cynipsea (Linnaeus, 1758)
  - Sepsis defensa Ozerov, 1985
  - Sepsis flavimana Meigen, 1826
  - Sepsis fulgens Meigen, 1926
  - Sepsis latiforceps Duda, 1926
  - Sepsis lindneri Hennig, 1949
  - Sepsis luteipes Melander et Spuler, 1917
  - Sepsis monostigma Thomson, 1869
  - Sepsis neglecta Ozerov, 1986
  - Sepsis neocynipsea Melander et Spuler, 1917
  - Sepsis nigripes Meigen, 1826
  - Sepsis orthocnemis  Frey, 1908
  - Sepsis punctum (Fabricius, 1794)
  - Sepsis richterae  Ozerov, 1986
  - Sepsis thoracica  (Robineau-Desvoidy, 1830)
  - Sepsis violacea Meigen, 1826
- Род Susanomira Pont, 1987
  - Susanomira caucasica Pont, 1987
- Род Themira Robineau-Desvoidy, 1830
  - Themira japonica Zuska, 1974
  - Themira leachi (Meigen, 1826)
  - Themira annulipes ([Meigen, 1826)
  - Themira simplicipes (Duda, 1926)
  - Themira minor (Haliday, 1833)
  - Themira paludosa Elberg, 1963
  - Themira sabulicola  Ozerov, 1985
  - Themira malformans Melander et Spuler, 1917
  - Themira pusilla (Zetterstedt, 1847)
  - Themira superba (Haliday, 1833)
  - Themira arctica Becker, 1915
  - Themira germanica Duda, 1926
  - Themira gorodkovi Ozerov, 2003
  - Themira gracilis (Zetterstedt, 1847)
  - Themira lucida (Staeger, 1844)
  - Themira lutulenta  Ozerov, 1986
  - Themira nigricornis  (Meigen, 1826)
  - Themira putris (Linnaeus, 1758)
- Род Xenosepsis Malloch, 1925
  - Xenosepsis fukuharai Iwasa, 1984